# Nati nel 1947/Dicembre
| Questa pagina contiene informazioni ricavate automaticamente dalle voci biografiche con l'ausilio del template Bio e di un bot. L'aggiornamento è periodico e automatico e ricostruisce completamente la pagina. Se manca una persona in questa lista, sei pregato di non aggiungerla, ma accertati piuttosto che la sua voce biografica contenga il template Bio e che i dati anagrafici siano correttamente compilati. Se il template Bio manca, inseriscilo tu stesso o, in alternativa, metti l'avviso {{tmp\|Bio}} che ne segnala la mancanza. Se i dati riportati sono sbagliati, correggi direttamente la voce biografica; le modifiche saranno visibili in questa lista entro pochi giorni. Per chiarimenti vedi il progetto biografie. La lista contiene solo le 248 persone che sono citate nell'enciclopedia e per le quali è stato implementato correttamente il template Bio. Pagina aggiornata al 10 ago 2025. |

- 1º dicembre - Alain Bashung, cantautore e attore francese († 2009)
- 1º dicembre - Elizabeth Baur, attrice statunitense († 2017)
- 1º dicembre - Gerald Bruneau, fotografo francese
- 1º dicembre - Henri Bréchu, ex sciatore alpino francese
- 1º dicembre - Carlo Constantini, giocatore di curling italiano
- 1º dicembre - Joaquim Dinis, ex calciatore portoghese
- 1º dicembre - Klaus Fredenhagen, fisico tedesco
- 1º dicembre - Jinpachi Nezu, attore e doppiatore giapponese († 2016)
- 1º dicembre - Mauro Pasqualini, calciatore italiano († 2024)
- 1º dicembre - Andy Ripley, rugbista a 15, imprenditore e dirigente d'azienda britannico († 2010)
- 2 dicembre - Gianni Carchia, filosofo italiano († 2000)
- 2 dicembre - Janet Landgard, attrice statunitense († 2023)
- 2 dicembre - Leonard Lightfoot, attore statunitense
- 2 dicembre - Ntare Ndizeye, sovrano burundese († 1972)
- 2 dicembre - Andy Rouse, pilota automobilistico britannico
- 3 dicembre - Amado Bagatsing, politico e imprenditore filippino
- 3 dicembre - Mario Borghezio, politico italiano
- 3 dicembre - Francisco Javier Elorriaga, ex ciclista su strada spagnolo
- 3 dicembre - Percy Jones, bassista gallese
- 3 dicembre - Patricia Krenwinkel, criminale statunitense
- 3 dicembre - Olga Pall, ex sciatrice alpina e dirigente sportiva austriaca
- 3 dicembre - Eddie Reeve, allenatore di calcio e ex calciatore inglese
- 3 dicembre - Marco Revelli, politologo italiano
- 4 dicembre - Hans Berger, politico italiano
- 4 dicembre - Fiorella Cagnoni, scrittrice italiana
- 4 dicembre - Alberto Campana, numismatico italiano
- 4 dicembre - Nico Di Palo, chitarrista, cantante e compositore italiano
- 4 dicembre - Mark Frechette, attore statunitense († 1975)
- 4 dicembre - Furio Fusi, ex velocista italiano
- 4 dicembre - Paolo Golinelli, storico italiano
- 4 dicembre - Frank Sibley, calciatore e allenatore di calcio inglese († 2024)
- 4 dicembre - Ruben Zackhras, politico marshallese († 2019)
- 5 dicembre - Lito Álvarez, ex tennista argentino
- 5 dicembre - Yehoshua Feigenbaum, allenatore di calcio e ex calciatore israeliano
- 5 dicembre - Egberto Gismonti, compositore e polistrumentista brasiliano
- 5 dicembre - Bruce Golding, politico giamaicano
- 5 dicembre - Žùgdėrdėmidijn Gùrragčaa, cosmonauta e politico mongolo
- 5 dicembre - Mayako Kubo, compositrice giapponese
- 5 dicembre - Valerij Lichačëv, ex ciclista su strada sovietico
- 5 dicembre - Jim Messina, musicista e cantante statunitense
- 5 dicembre - Jim Plunkett, giocatore di football americano statunitense
- 5 dicembre - Rick Wills, bassista britannico
- 6 dicembre - Josip Joška Broz, politico serbo († 2025)
- 6 dicembre - Francisco Chimoio, arcivescovo cattolico mozambicano
- 6 dicembre - Lupita Ferrer, attrice venezuelana
- 6 dicembre - Geoffrey Hinton, psicologo e informatico britannico
- 6 dicembre - Gjergji Lala, attore e regista teatrale albanese
- 6 dicembre - Miroslav Vitouš, bassista e contrabbassista ceco
- 7 dicembre - Massimo Alberizzi, giornalista italiano
- 7 dicembre - Johnny Bench, ex giocatore di baseball statunitense
- 7 dicembre - Anne Marie Braafheid, modella olandese
- 7 dicembre - Oliver Dragojević, cantante croato († 2018)
- 7 dicembre - Anne Fine, scrittrice britannica
- 7 dicembre - Wilton Daniel Gregory, cardinale e arcivescovo cattolico statunitense
- 7 dicembre - Rudolf Horvath, ex calciatore austriaco
- 7 dicembre - James Keach, attore, regista e produttore cinematografico statunitense
- 7 dicembre - Wendy Padbury, attrice britannica
- 7 dicembre - Silvio Raffo, poeta, scrittore e critico letterario italiano
- 8 dicembre - Chava Alberstein, cantautrice polacca
- 8 dicembre - Gregg Allman, cantante, tastierista e chitarrista statunitense († 2017)
- 8 dicembre - Gérard Blanc, cantautore e compositore francese († 2009)
- 8 dicembre - Thomas Cech, biochimico statunitense
- 8 dicembre - William Dunham, matematico statunitense
- 8 dicembre - Francesco Ereddia, storico italiano
- 8 dicembre - Mario Fiandri, vescovo cattolico italiano
- 8 dicembre - Margaret Geller, astrofisica statunitense
- 8 dicembre - Ron Hansen, scrittore statunitense
- 8 dicembre - Francis Huster, attore, sceneggiatore e regista francese
- 8 dicembre - Jimmy Lai, imprenditore, editore e attivista hongkonghese
- 8 dicembre - Angela Leal, attrice e direttrice teatrale brasiliana
- 8 dicembre - Memè Perlini, attore e regista italiano († 2017)
- 8 dicembre - Et'hem Ruka, biologo e politico albanese
- 8 dicembre - Roger Saint-Vil, calciatore haitiano († 2020)
- 8 dicembre - David Schmoeller, regista, sceneggiatore e produttore cinematografico statunitense
- 9 dicembre - Jana Bellin, scacchista britannica
- 9 dicembre - Maria Consolata Collino, ex schermitrice italiana
- 9 dicembre - Paolo Corsini, politico e storico italiano
- 9 dicembre - Renzo Cramerotti, ex giavellottista italiano
- 9 dicembre - Tom Daschle, politico statunitense
- 9 dicembre - Mark Dvoretskij, scacchista e scrittore russo († 2016)
- 9 dicembre - Fabio Frandi, ex nuotatore e dirigente sportivo italiano
- 9 dicembre - Steven Holl, architetto statunitense
- 9 dicembre - Jan Nonhof, attore, doppiatore e regista olandese
- 9 dicembre - Steve Owens, ex giocatore di football americano statunitense
- 9 dicembre - Marye Anne Fox, chimica statunitense († 2021)
- 9 dicembre - Yoshikazu Yasuhiko, animatore, sceneggiatore e regista giapponese
- 10 dicembre - Christian Badea, violinista e direttore d'orchestra rumeno
- 10 dicembre - Jürgen Barth, pilota automobilistico tedesco
- 10 dicembre - Stefan Gaisreiter, bobbista tedesco
- 10 dicembre - Zinaida Voronina, ginnasta sovietica († 2001)
- 11 dicembre - Pablo Carballo, aviatore argentino
- 11 dicembre - Diego Landi, giornalista italiano
- 11 dicembre - Mario Luraschi, stuntman francese
- 11 dicembre - Terry Turner, sceneggiatore statunitense
- 12 dicembre - Will Alsop, architetto inglese († 2018)
- 12 dicembre - Silvia Baraldini, attivista italiana
- 12 dicembre - Loris D'Ambrosio, magistrato e funzionario italiano († 2012)
- 12 dicembre - Wings Hauser, attore, regista e sceneggiatore statunitense († 2025)
- 12 dicembre - Lennie Lawrence, dirigente sportivo, allenatore di calcio e ex calciatore inglese
- 12 dicembre - Cristina Pabst, ex slittinista italiana
- 12 dicembre - Kailash Purryag, politico mauriziano († 2025)
- 13 dicembre - Luca De Silva, artista italiano († 2018)
- 13 dicembre - Luis Ángel González Macchi, politico e ex cestista paraguaiano
- 13 dicembre - Rex Hagon, attore e doppiatore canadese
- 13 dicembre - Sam Havrilak, ex giocatore di football americano statunitense
- 13 dicembre - Jacob Ludvigsen, fotografo danese († 2017)
- 13 dicembre - Lemar Parrish, ex giocatore di football americano statunitense
- 13 dicembre - Tsuguo Sakumoto, karateka giapponese
- 14 dicembre - Tom Mardirosian, attore statunitense
- 14 dicembre - Piero Marsili Libelli, fotografo e fotoreporter italiano
- 14 dicembre - John Mearsheimer, politologo statunitense
- 14 dicembre - Dilma Rousseff, politica e economista brasiliana
- 15 dicembre - Jane Evelyn Atwood, fotografa statunitense
- 15 dicembre - María Betancourt, ex discobola cubana
- 15 dicembre - Carla Cassola, attrice e doppiatrice italiana († 2022)
- 15 dicembre - Patricio Contreras, attore cileno
- 15 dicembre - Flavio Ermini, poeta e saggista italiano
- 15 dicembre - Antonio Marotta, politico italiano
- 15 dicembre - Natale Spinello, ex canottiere italiano
- 16 dicembre - Giovanni Botti, ex calciatore italiano
- 16 dicembre - Ben Cross, attore britannico († 2020)
- 16 dicembre - István Czakkel, ex schermidore ungherese
- 16 dicembre - Robert Kerman, attore e attore pornografico statunitense († 2018)
- 16 dicembre - Vincent Matthews, ex velocista statunitense
- 16 dicembre - Martyn Poliakoff, chimico inglese
- 16 dicembre - Pierluigi Rottigni, ex pilota motociclistico italiano
- 16 dicembre - Theo Vonk, allenatore di calcio e ex calciatore olandese
- 17 dicembre - Mykola Azarov, politico ucraino
- 17 dicembre - Carmine Benincasa, critico d'arte, filosofo e teologo italiano († 2020)
- 17 dicembre - Anders Björner, matematico svedese
- 17 dicembre - Zachar Bron, violinista e docente russo
- 17 dicembre - Robert Dornhelm, regista austriaco
- 17 dicembre - Marilyn Hassett, attrice statunitense
- 17 dicembre - Paolo Sottocorona, meteorologo e conduttore televisivo italiano
- 17 dicembre - Wes Studi, attore statunitense
- 17 dicembre - Giorgio Vignando, calciatore e allenatore di calcio italiano († 2017)
- 17 dicembre - Sarolta Zalatnay, cantante ungherese
- 18 dicembre - Karol Dobiaš, allenatore di calcio e ex calciatore cecoslovacco
- 18 dicembre - Judy Heumann, attivista statunitense († 2023)
- 18 dicembre - Riyoko Ikeda, fumettista e soprano giapponese
- 18 dicembre - Damiano Lassandro, ex pugile italiano
- 18 dicembre - Alfonso Luigi Marra, politico italiano
- 18 dicembre - Bill Posey, politico statunitense
- 18 dicembre - Charlene Rendina, ex velocista e mezzofondista australiana
- 18 dicembre - Martin Rev, musicista statunitense
- 18 dicembre - Aldo Sensibile, dirigente sportivo e ex calciatore italiano
- 18 dicembre - Maria Vittoria Trio, ex lunghista italiana
- 19 dicembre - Sylviane Ainardi, politica francese
- 19 dicembre - Jimmy Bain, bassista britannico († 2016)
- 19 dicembre - Joe DePre, ex cestista statunitense
- 19 dicembre - A.D.G., giornalista e scrittore francese († 2004)
- 19 dicembre - Janie Fricke, cantautrice statunitense
- 19 dicembre - Claude Peter, cestista francese († 2022)
- 20 dicembre - Franco Arrigoni, cestista italiano († 2024)
- 20 dicembre - Aleksandr Aver'janov, calciatore e allenatore di calcio sovietico († 2021)
- 20 dicembre - Simon Beck, ex slittinista liechtensteinese
- 20 dicembre - Pascual Chávez Villanueva, presbitero messicano
- 20 dicembre - Gigliola Cinquetti, cantante, attrice e conduttrice televisiva italiana
- 20 dicembre - Malcolm Cooper, tiratore a segno britannico († 2001)
- 20 dicembre - Mario Lucertini, informatico italiano († 2002)
- 20 dicembre - Francisco Javier Martínez Fernández, arcivescovo cattolico spagnolo
- 20 dicembre - Paolo Rumiz, giornalista, scrittore e viaggiatore italiano
- 20 dicembre - Bo Ryan, allenatore di pallacanestro statunitense
- 20 dicembre - Jurij Smirnov, ex calciatore e allenatore di calcio sovietico
- 20 dicembre - Stevie Wright, cantante britannico († 2015)
- 21 dicembre - Paco de Lucía, chitarrista, compositore e produttore discografico spagnolo († 2014)
- 21 dicembre - Italo Ghitti, magistrato italiano
- 21 dicembre - Zoe Lofgren, politica e avvocato statunitense
- 21 dicembre - David Malament, filosofo statunitense
- 21 dicembre - Giuseppe Pizza, politico italiano
- 21 dicembre - Umberto Quattrocchi, naturalista e ginecologo italiano († 2019)
- 22 dicembre - Bill van Dijk, cantante e attore olandese
- 22 dicembre - Porfirio Lobo, politico honduregno
- 22 dicembre - Hugues Portelli, giurista e politico francese
- 22 dicembre - Manolo Rodríguez Alfonso, ex calciatore spagnolo
- 22 dicembre - Marcello Semeraro, cardinale e arcivescovo cattolico italiano
- 22 dicembre - David Sklansky, giocatore di poker e saggista statunitense
- 22 dicembre - Bob Staak, ex cestista e allenatore di pallacanestro statunitense
- 22 dicembre - Mario Trotta, militare italiano
- 22 dicembre - Mitsuo Tsukahara, ex ginnasta giapponese
- 23 dicembre - Egidio Bisol, vescovo cattolico italiano
- 23 dicembre - Graham Bonnet, cantante britannico
- 23 dicembre - Henri Duvillard, ex sciatore alpino francese
- 23 dicembre - Deborah Findlay, attrice britannica
- 23 dicembre - Safar Iranpak, calciatore iraniano († 2009)
- 23 dicembre - Richard Overy, storico britannico
- 23 dicembre - Bill Rodgers, ex maratoneta statunitense
- 23 dicembre - Oleksandr Semenovyč Zelens'kyj, ingegnere ucraino
- 24 dicembre - Miguel Ángel González, calciatore e dirigente sportivo spagnolo († 2024)
- 24 dicembre - John Pisani, ex calciatore statunitense
- 24 dicembre - Karel Prohl, sollevatore cecoslovacco
- 25 dicembre - Jozias van Aartsen, politico olandese
- 25 dicembre - Osvaldo Bargero, montatore italiano
- 25 dicembre - Angelo Bellon, teologo italiano
- 25 dicembre - Twink Caplan, attrice statunitense
- 25 dicembre - Pietro Gasperoni, sindacalista e politico italiano
- 25 dicembre - Deannie Ip, cantante e attrice hongkonghese
- 25 dicembre - Michael D. Roberts, attore statunitense
- 25 dicembre - Ulrich Schulze, allenatore di calcio e ex calciatore tedesco
- 26 dicembre - Dominique Baratelli, ex calciatore francese
- 26 dicembre - Menachem Bello, ex calciatore israeliano
- 26 dicembre - Vannino Chiti, politico italiano
- 26 dicembre - James T. Conway, generale statunitense
- 26 dicembre - Piero Di Iorio, attore italiano († 1999)
- 26 dicembre - Jean Echenoz, scrittore francese
- 26 dicembre - Carlton Fisk, ex giocatore di baseball statunitense
- 26 dicembre - Jioji Konrote, politico figiano
- 26 dicembre - Víctor Hugo Morales, giornalista, scrittore e saggista uruguaiano
- 26 dicembre - Gianni Silvestrini, ambientalista e saggista italiano
- 26 dicembre - Marija Veger, ex cestista jugoslava
- 26 dicembre - Kunio Ōkawara, disegnatore giapponese
- 27 dicembre - Ax, ex wrestler statunitense
- 27 dicembre - Uba Kembo Kembo, calciatore della Repubblica Democratica del Congo († 2007)
- 27 dicembre - Doug Livermore, ex calciatore e allenatore di calcio inglese
- 27 dicembre - Mariella Mehr, scrittrice e poetessa svizzera († 2022)
- 27 dicembre - Roberto Sorrentino, ingegnere italiano († 2020)
- 27 dicembre - Juma Santos, percussionista statunitense († 2007)
- 28 dicembre - Mustafa Akıncı, politico cipriota
- 28 dicembre - Spencer Bachus, politico e avvocato statunitense
- 28 dicembre - Giuseppe Fusi, ex calciatore italiano
- 28 dicembre - Kirk Kilgour, pallavolista e allenatore di pallavolo statunitense († 2002)
- 28 dicembre - Miguel Quinteros, scacchista argentino
- 28 dicembre - Mamphela Ramphele, attivista e politica sudafricana
- 28 dicembre - Mark Washington, ex giocatore di football americano statunitense
- 29 dicembre - Didi Balboni, cantante italiana
- 29 dicembre - Amata Coleman Radewagen, politica statunitense
- 29 dicembre - Ted Danson, attore statunitense
- 29 dicembre - Thomas Huschke, ex pistard tedesco
- 29 dicembre - James Jacks, produttore cinematografico statunitense († 2014)
- 29 dicembre - Cozy Powell, batterista britannico († 1998)
- 29 dicembre - Bill Schmidt, ex giavellottista statunitense
- 29 dicembre - Vincent Winter, attore scozzese († 1998)
- 30 dicembre - James Kahn, medico e scrittore statunitense
- 30 dicembre - Ralph-Johannes Lilie, bizantinista tedesco
- 30 dicembre - Jeff Lynne, polistrumentista, produttore discografico e compositore britannico
- 30 dicembre - Georgia Benkart, matematica statunitense († 2022)
- 30 dicembre - Janet Mills, politica statunitense
- 30 dicembre - Steve Mix, ex cestista e allenatore di pallacanestro statunitense
- 30 dicembre - Elena Subirats, tennista messicana († 2018)
- 30 dicembre - Ivan Zafirov, ex calciatore bulgaro
- 31 dicembre - Burton Cummings, cantautore e musicista canadese
- 31 dicembre - Nils Een, ex sciatore alpino norvegese
- 31 dicembre - Sylvestre Lopis, ex cestista senegalese
- 31 dicembre - Tim Matheson, attore e regista statunitense
- 31 dicembre - Gerhard Ludwig Müller, cardinale, arcivescovo cattolico e teologo tedesco
- 31 dicembre - Rafig Gambarov, direttore della fotografia e fotografo azero
- 31 dicembre - Rita Lee, cantante, musicista e attrice brasiliana († 2023)
- 31 dicembre - June Tabor, cantante britannica